# Breasta
Breasta là một xã thuộc hạt Dolj, România. Dân số thời điểm năm 2002 là 3913 người.